# Operatori di telefonia mobile in Italia
Elenco degli operatori di telefonia mobile in Italia, divisi per tipo:
- Operatori di telefonia mobile (MNO) - operatori possessori di una rete propria;
- Operatori virtuali di telefonia mobile (MVNO) - operatori non possessori di una rete propria.

Per ogni operatore attivo sul territorio italiano viene elencato il gruppo di appartenenza, la data di avvio commerciale (ed eventualmente la chiusura per quelli dismessi), il codice identificativo della rete (MNC), i prefissi ed eventuali note. Per i virtuali viene anche elencato l'operatore di appoggio, l'enabler (MVNE) e il tipo di operatore virtuale.

## Operatori possessori della rete (MNO)

### Attualmente attivi
| Operatore                 | Gruppo                        | Avvio commerciale | MNC     | Prefissi                                                                       | Note |
| ------------------------- | ----------------------------- | ----------------- | ------- | ------------------------------------------------------------------------------ | --- |
| Fastweb                   | Swisscom                      | 8 settembre 2008  | 08      | 373-7, 375-(5-6-7-8-9)                                                         | In precedenza usava la rete di TIM e di Wind Tre. Viene rilasciata la licenza di MNO dal MISE nel 2019, dopo un accordo con Wind Tre per lo sviluppo del 5G Dal 2025, in seguito alla nascita di Fastweb + Vodafone, viene migrata su rete Vodafone. |
| Iliad Italia              | Iliad                         | 29 maggio 2018    | 50      | 351-(3-4-5-6-7-8-9), 352-(0-2)                                                 | In alcune zone Iliad usufruisce di accordi di ran sharing con Wind. La numerazione 352-(0-2) è stata assegnata dal MISE nel 2023. |
| Rete Ferroviaria Italiana | Ferrovie dello Stato Italiane | 25 ottobre 2004   | 30      | 313                                                                            | Infrastruttura attiva sulle reti ferroviarie e destinata principalmente ad uso interno. Alcuni operatori telefonici possono appoggiarsi all'infrastruttura di RFI. |
| TIM                       | Vivendi Poste Italiane        | 1º aprile 1995    | 01      | 330, 331, 333, 334, 335, 336, 337, 338, 339, 360, 363, 366, 368                | I numeri con indicativi 330, 336, 337, 360 sono a nove cifre e sono stati commercializzati esclusivamente con il vecchio standard telefonico E-TACS (ma era possibile MNP, sia interna sia verso AOM, verso GSM). Il 368 originariamente era a 9 cifre (oltre lo zero), ma per i servizi prepagati "ricaricabile TACS" furono previsti a 10 cifre (oltre lo 0) sull'arco di numerazione (0)368-7. L'indicativo 335, analogamente, prevede sia numeri a 9 cifre che a 10 cifre. |
| Vodafone Italia           | Swisscom                      | 7 dicembre 1995   | 10      | 340, 342, 343, 344, 345, 346, 347, 348, 349, 376                               | Il 343 è riservato per l'accesso alla segreteria telefonica |
| Wind Tre                  | CK Hutchison Holdings         | 31 dicembre 2016  | 88 e 99 | 320, 322, 323, 324, 327, 328, 329, 380, 383, 388, 389, 390, 391, 392, 393, 397 | I prefissi telefonici 322, 383, 397 sono destinati ad uso interno. Il 323 viene utilizzato per l'accesso alla segreteria telefonica. Il 390 veniva utilizzato da 3 Italia per l'ascolto alla segreteria telefonica. |

### Non più attivi
| Operatore | Gruppo                | Avvio commerciale | Chiusura         | MNC | Prefissi                                             | Note                                                                                   |
| --------- | --------------------- | ----------------- | ---------------- | --- | ---------------------------------------------------- | -------------------------------------------------------------------------------------- |
| 3 Italia  | CK Hutchison Holdings | 3 marzo 2003      | 31 dicembre 2016 | 99  | 390, 391, 392, 393, 397                              | [ 9 ]                                                                                  |
| Blu       | Wind                  | 15 maggio 2000    | 8 ottobre 2002   | 98  | 380, 388, 389                                        | [ 10 ] [ 11 ]                                                                          |
| SIP       | IRI-STET              | 1º ottobre 1992   | 27 luglio 1994   | 01  | 0330, 0333, 0335, 0336, 0337, 0360, 0366, 0367, 0368 | I prefissi telefonici, tranne 0335, sono del vecchio standard di telefonia mobile TACS |
| Wind      | VimpelCom             | 1º marzo 1999     | 31 dicembre 2016 | 88  | 320, 322, 323, 324, 327, 328, 329                    | [ 14 ]                                                                                 |

## Operatori virtuali (MVNO)

### Attualmente attivi
| Operatore            | Gruppo                  | Rete di appoggio | Enabler  | Tipo                | Avvio commerciale | MNC   | Prefissi                               | Note                                                   |
| -------------------- | ----------------------- | ---------------- | -------- | ------------------- | ----------------- | ----- | -------------------------------------- | ------------------------------------------------------ |
| 1Mobile              | Carrefour-Effortel      | Vodafone         | Effortel | ESP MVNO            | 7 giugno 2007     | 10    | 377-3, 377-5, 379-3                    |                                                        |
| Apposto Mobile       | Apposto                 | Vodafone         | Noitel   | ATR MVNO            | 9 dicembre 2024   | 54    | 376-(0-1-2)                            |                                                        |
| SIMON                | Convergenze             | Vodafone         | Vianova  | ATR MVNO            | 30 giugno 2025    |       |                                        | [ 15 ]                                                 |
| BT Mobile            | BT Italia               | TIM              |          | Full MVNO           | 4 dicembre 2007   | 34    | 371-0, 377-7                           | Prefisso riservato esclusivamente ai clienti aziendali |
| CoopVoce             | Coop                    | TIM e Vodafone   |          | Full MVNO           | 1 giugno 2007     | 53    | 370-3, 353-4                           | [ 16 ]                                                 |
| CMLink               | China Mobile            | Wind Tre         |          | ESP MVNO            | 5 marzo 2021      | ?     | 324                                    |                                                        |
| Daily Telecom Mobile | Daily Telecom Media     | Vodafone         | Effortel | ESP MVNO            | 31 gennaio 2008   | ?     | 377-8                                  |                                                        |
| Digi Mobil Italia    | Digi Communications     | Vodafone         |          | Full MVNO           | 2010              | 36    | 353-3                                  | [ 17 ]                                                 |
| Ehiweb               | Ehinet                  | Vodafone         | Noitel   | ATR MVNO            | Novembre 2022     | 54    | 376-(0-1-2)                            | Prefisso riservato esclusivamente ai clienti aziendali |
| Elsynet              | Elsy                    | Wind Tre         |          |                     | 2008              | ?     | ?                                      | Prefisso riservato esclusivamente ai clienti aziendali |
| eMobile24            | Ciao Mobile             | Vodafone         | Noitel   | ATR MVNO            | 2021              | 54    | 376-(0-1-2)                            | [ 18 ]                                                 |
| Enegan Mobile        | Enegan                  | Vodafone         | Plintron | ESP MVNO            | 2020              | 54    | 376                                    | Prefisso riservato esclusivamente ai clienti aziendali |
| Feder Mobile         | Feder                   | Vodafone         | Plintron | ESP MVNO            | 15 luglio 2021    | 54    | 376-0                                  |                                                        |
| GlobalNet Mobile     | GlobalNet Italia        | Vodafone         | Noitel   | ATR MVNO            | 1 settembre 2022  | 54    | 376-1                                  | Prefisso riservato esclusivamente ai clienti aziendali |
| Green Mobile         | Green Telecomunicazioni | Wind Tre         |          | ESP MVNO            | 2011              | ?     | 324                                    | [ 19 ] [ 20 ]                                          |
| ho.                  | Swisscom                | Vodafone         |          | ESP MVNO            | 25 giugno 2018    | 51    | 377-(08-09), 379-(1-2)                 |                                                        |
| Kena Mobile          | TIM                     | TIM              |          | Full MVNO           | 30 marzo 2017     | 07 01 | 350-(0-1-5)                            |                                                        |
| Lycamobile           | Lyca Group              | Vodafone         |          | Full MVNO           | 15 giugno 2009    | 35    | 350-(8-9) 351-(0-1-2)                  |                                                        |
| Noitel               | Retelit                 | Vodafone         | Plintron | ESP MVNO            | 10 dicembre 2012  | 54    | 376-(0-1-2)                            | [ 21 ]                                                 |
| Ops! Mobile          | Pay Store               | Vodafone         | Noitel   | ATR MVNO            | Marzo 2024        | 54    | 376-2                                  | [ 22 ]                                                 |
| Optima Mobile        | Optima Italia           | Vodafone         | Effortel | ESP MVNO            | 10 luglio 2017    | 10    | 377-0, 378-4                           |                                                        |
| PosteMobile          | Poste Italiane          | Vodafone         |          | Full MVNO           | 26 novembre 2007  | 33    | 377-(1-2-4-6-9), 371-(1-3-4-5-6-7)     | Migrerà su rete TIM dal 1° gennaio 2026                |
| spusu                | MASS Response Service   | Wind Tre         |          | Full MVNO           | 15 giugno 2020    | 56    | 378-0                                  |                                                        |
| Tiscali Mobile       | Tiscali                 | TIM              |          | ESP MVNO            | 25 marzo 2009     | 01    | 370-1                                  |                                                        |
| Sky Mobile           | Sky Group               | Fastweb          |          | Marchio commerciale | 29 febbraio 2024  | 08    | 375-(5-6-7-8-9)                        |                                                        |
| Vianova              | Quinta                  | Vodafone         |          | Full MVNO           | 1 settembre 2017  | 49    | 378-3                                  | Prefisso riservato esclusivamente ai clienti aziendali |
| Very Mobile          | CK Hutchison Holdings   | Wind Tre         |          | Marchio commerciale | 24 febbraio 2020  | 88    | 320, 324, 327, 328, 329, 380, 388, 389 | [ 23 ] [ 24 ] [ 25 ]                                   |

### Operatore virtuali (MVNO) non più attivi
| Operatore           | Gruppo                 | Rete di appoggio                    | Enabler   | Tipo      | Anno inizio | Chiusura | MNC | Prefissi                | Note                                                   |
| ------------------- | ---------------------- | ----------------------------------- | --------- | --------- | ----------- | -------- | --- | ----------------------- | ------------------------------------------------------ |
| 50&Più Net          | 50&Più                 | 3                                   |           |           | 2009        | 2012     |     | 373                     |                                                        |
| A-Mobile            | Auchan                 | Wind                                |           | ATR MVNO  | 2008        | 2016     |     | 380, 388, 389           | [ 26 ]                                                 |
| Rabona Mobile       | Rabona                 | Vodafone                            | Plintron  | ESP MVNO  | 2017        | 2024     | 54  | 376-(0-1)               |                                                        |
| Si, Pronto!?!       | Rabona                 | Vodafone                            | Rabona    | ATR MVNO  | 2019        | 2024     | 54  | 376-(0-1)               |                                                        |
| Alpha Telecom       | Alpha Technologies     | 3                                   |           |           | 2012        | 2014     |     | 373                     | [ 27 ]                                                 |
| Bip Mobile          | Bip                    | 3                                   | Telogic   | ATR MVNO  | 2012        | 2014     |     | 373-(0-5)               | [ 28 ]                                                 |
| Bladna Mobile       | Arabia Mobile Services | Vodafone                            |           |           | 2011        | 2013     |     | 377-61                  |                                                        |
| Conad INSIM         | Conad                  | Vodafone (2008/2009), 3 (2009/2010) |           |           | 2008        | 2010     |     | 377-9                   |                                                        |
| DigiTel Italia      | DigiTel                | 3                                   |           |           | 2008        | 2015     |     | 390, 391, 392, 393, 397 | [ 29 ]                                                 |
| elimobile           | Élite Mobile           | Wind Tre                            |           | ESP MVNO  | 2022        | 2025     | 88  | 324                     |                                                        |
| Enelmia             | Enel                   | Wind                                |           |           | 2009        | 2009     | 42  | 320                     |                                                        |
| ERG Mobile          | ERG                    | Vodafone                            | Effortel  | ESP MVNO  | 2009        | 2019     |     | 377-5                   |                                                        |
| Extratel Mobile     | Extratel               | TIM                                 | BT Italia | ATR MVNO  | 2008        | 2018     |     | 371-0                   |                                                        |
| Italiacom Mobile    | Italiacom              | 3                                   |           |           | 2012        | 2012     |     | 373                     |                                                        |
| Linkem Mobile       | Linkem                 | TIM                                 | Nòverca   |           | 2014        | 2017     |     | 350                     | [ 30 ]                                                 |
| MTV Mobile          | MTV                    | TIM                                 |           |           | 2008        | 2012     |     | 331, 366                | [ 31 ]                                                 |
| Nòverca             | TIM                    | TIM                                 |           | Full MVNO | 2009        | 2015     | 07  | 350-5, 370-7            |                                                        |
| NT Mobile           | Nextus Telecom         | Vodafone                            | Plintron  | ESP MVNO  | 2016        | 2024     | 54  | 376-(0-1-2)             | [ 32 ]                                                 |
| Phonup Mobile       | Phonup                 | TIM                                 | Noitel    | ATR MVNO  | 2016        | 2018     |     | 350-0                   |                                                        |
| Retelit Enìa        | Retelit                | TIM                                 |           | Full MVNO | 1999        | 2024     | 34  | 371-0                   | Prefisso riservato esclusivamente ai clienti aziendali |
| Ringo Mobile        | ICS Group              | TIM                                 | Nòverca   | ATR MVNO  | 2015        | 2018     |     | 350-5                   |                                                        |
| SIMPiù              | DigiTel Italia         | TIM                                 |           | ESP MVNO  | 2016        | 2018     |     | 350-0                   |                                                        |
| SiJa Mobile         | Gruppo Holia           | Vodafone                            | Plintron  | ATR MVNO  | 2019        | 2023     | 54  |                         |                                                        |
| Smart Pinoy         | PLDT                   | 3                                   |           |           | 2008        | 2010     |     | 373                     |                                                        |
| SunMobile           | Mediacare              | TIM                                 | BT Italia | ATR MVNO  | 2015        | 2020     |     | 371-0                   | [ 33 ]                                                 |
| Taza Mobile Italia  | Burraq Group           | Vodafone                            | 1Mobile   | ATR MVNO  | 2018        | 2019     |     | 377-3                   |                                                        |
| Telepass Mobile     | Telepass               | Wind                                |           |           | 2008        | 2010     |     |                         |                                                        |
| Terrecablate Mobile | Terrecablate           | TIM                                 | Nòverca   | ATR MVNO  | 2012        | 2014     |     | 370-7, 350-5            | [ 34 ]                                                 |
| UniMobile           | UniData                | Wind                                |           | ATR MVNO  | 2014        | 2017     |     |                         | [ 35 ] [ 36 ] [ 37 ]                                   |
| WithU Mobile        | Europe Energy          | Vodafone                            | Plintron  | ESP MVNO  | 2019        | 2022     | 54  | 376-0                   |                                                        |
| Vistream            | Gruppo Teleogic        | 3                                   | Telogic   |           | 2011        | 2013     |     | 373                     |                                                        |

## Appartenenza dei prefissi
Alle origini della telefonia mobile i prefissi telefonici dei cellulari italiani furono assegnati con criteri precisi e prestabiliti che servivano a riconoscere l'operatore e il tipo di utente. Dal 2002, con l'introduzione della portabilità del numero mobile, il prefisso non ha più avuto valore informativo. Per risolvere il problema, a seguito dell'attuazione del piano di numerazione nazionale, la delibera 26/08/CIR dell'Autorità per le Garanzie nelle Comunicazioni (AGCOM) ha introdotto il prefisso 456 per tutti gli operatori, che, anteposto al numero di telefono dell’utente, consente di sapere se il numero è dello stesso operatore di chi effettua la chiamata.